# Pohjejer
Pohjejer is een bestuurslaag in het regentschap Mojokerto van de provincie Oost-Java, Indonesië. Pohjejer telt 3498 inwoners (volkstelling 2010).